# The People vs.
Albums de Trick-Trick
The Villain
(2008)
The People vs. est le premier album studio de Trick-Trick, sorti le 27 décembre 2005.
L'album s'est classé 115e au Billboard 200 et 40e au Top R&B/Hip-Hop Albums.

## Liste des titres
| No  | Titre                                      | Producteur(s) | Durée |
| --- | ------------------------------------------ | ------------- | ----- |
| 1.  | Intro                                      | Trick-Trick   | 1:15  |
| 2.  | M-1                                        | Trick-Trick   | 4:02  |
| 3.  | Welcome 2 Detroit (featuring Eminem)       | Eminem        | 4:45  |
| 4.  | My Name Is Trick Trick                     | Trick-Trick   | 3:49  |
| 5.  | Attitude Adjustment (featuring Jazze Pha)  | Trick-Trick   | 3:46  |
| 6.  | Big Mistake (featuring Mr. Porter)         | Mr. Porter    | 4:34  |
| 7.  | No More to Say (featuring Eminem et Proof) | Eminem        | 3:55  |
| 8.  | Leave Your Past                            | Trick-Trick   | 4:24  |
| 9.  | Lady (Let You Go)                          | Trick-Trick   | 5:10  |
| 10. | Let's Roll (featuring Mr. Porter)          | Mr. Porter    | 3:55  |
| 11. | Get Bread                                  | Trick-Trick   | 4:40  |
| 12. | Sucha                                      | Trick-Trick   | 3:56  |
| 13. | War (featuring Obie Trice)                 | Trick-Trick   | 4:26  |
| 14. | What Da Fuck (featuring Miz Korona)        | Trick-Trick   | 4:29  |
| 15. | Let's Scrap (featuring Diezel)             | Trick-Trick   | 4:03  |
| 16. | Head Bussa                                 | Trick-Trick   | 4:41  |